# Yaro
Yaro, właściwie Jarosław Płocica (ur. 18 kwietnia 1970 w Poznaniu) – polski raper i producent muzyczny. Członek Akademii Fonograficznej ZPAV.

## Życiorys
Płocica grał w zespole Michała Urbaniaka. Samodzielną karierę rozpoczął wraz z zespołem The Pillows. Piosenka „Too Far” z 1991 znalazła się na pierwszym miejscu listy przebojów Radia Gdańsk, będąc również na Liście przebojów Trójki. Kolejnym lokalnym przebojem była „Twarz w słońcu”, znana także w anglojęzycznej wersji „Face in the Sun”.
Pierwszy album Yaro (1993) wydany został tylko w formie kasety. Znajdowały się na nim wyłącznie anglojęzyczne piosenki, nawiązujące do irlandzkiego folku, nowej fali i popu lat 80. XX wieku. Wydawcą kasety była firma Loud Out Records. Wraz z kolejnym albumem Jazzda, wydanym w 1997 Yaro stał się popularny. Płyta zawierała popowe i rapowe przeboje, m.in. „Rowery dwa” i „Dziś jest pełnia”. W 2000 wydał kolejny album – Olewka. Zajął się również produkcją muzyczną, między innymi albumami Kasi Klich: Lepszy model, Kobieta-szpieg i Zaproszenie.
Pod pseudonimem Milton Waukee tworzy wraz z Jorge Saxonem duet Ćmy. Duet nagrał dwie płyty: Eclipse (2002) i Foggy Style (2005), obie opublikowane w Internecie.

## Dyskografia
Albumy solowe
| Rok  | Album                                                                         |
| ---- | ----------------------------------------------------------------------------- |
| 1993 | Yaro - Data: 1993 - Wydawca: Loud Out Records - Format: CC                    |
| 1997 | Jazzda - Data: 30 czerwca 1997 - Wydawca: EMI Music Poland - Format: CC, CD   |
| 1998 | Yaro in New York - Data: 1998 - Wydawca: UBX Records - Format: CD             |
| 2000 | Olewka - Data: 25 marca 2000 - Wydawca: EMI Music Poland - Format: CC, CD, LP |

Notowane utwory
| Rok                        | Tytuł              | Pozycja na liście | Pozycja na liście | Pozycja na liście | Album  |
| Rok                        | Tytuł              | LP3               | SLiP              | WiR               | Album  |
| -------------------------- | ------------------ | ----------------- | ----------------- | ----------------- | ------ |
| 1997                       | „Rowery dwa”       | 17                | 3                 | 1                 | Jazzda |
| 1997                       | „Dziś jest pełnia” | 34                | 34                | 8                 | Jazzda |
| 2000                       | „Olewka”           | –                 | –                 | 7                 | Olewka |
| „–” utwór nie był notowany |                    |                   |                   |                   |        |